# Hansel et Gretel (film, 2007)
Pour les articles homonymes, voir Hansel et Gretel (homonymie).
Pour plus de détails, voir Fiche technique et Distribution.
Hansel et Gretel (hangul 헨젤과 그레텔 ; RR : Henjel gwa Geuretel, littéralement « Hansel et Gretel ») est un film dramatique fantastique sud-coréen écrit et réalisé par Yim Pil-sung, sorti en 2007.

## Synopsis
Après un accident d’auto sur une route isolée, Eun-soo rencontre une jeune fille qui le mène à une charmante maison au milieu de la forêt, où il est accueilli par une famille exemplaire composée de deux parents et de trois enfants. Mais le lendemain, lorsqu’il tente de retourner à son véhicule, la forêt semble sans fin et retourne inévitablement à cette maison. Bientôt, Eun-soo réalise qu’il est pris au piège dans une réalité fantastique, un conte de fées lugubre contrôlé par ces enfants, dont n’ont pu s'échapper les autres adultes qui l’ont visité par le passé.

## Fiche technique
- Titre : Hansel et Gretel
- Titre original : 헨젤과 그레텔 (Henjel gwa Geuretel)
- Réalisation : Yim Pil-sung
- Scénario : Kim Min-sook et Yim Pil-sung, d'après une histoire originale de Kim Min-sook
- Décors : Ryoo Seong-hee
- Costumes : Jo Sang-gyeong et Gwak Jeong-ae
- Photographie : Kim Ji-yong
- Montage : Kim Sun-min
- Musique : Lee Byeong-woo
- Production : Choi Jae-won et Seo Woo-sik
- Société de production : Barunson Film Division
- Société de distribution : CJ Entertainment
- Pays d'origine : Corée du Sud
- Langue originale : coréen
- Format: couleur - 1.85 : 1 Dolby SRD - 35 mm
- Genre : drame fantastique
- Durée : 116 minutes
- Dates de sortie :
  -  Corée du Sud : 27 décembre 2007
  -  Singapour : 24 avril 2008
  -  Canada : 26 septembre 2008 (Festival international du film de Vancouver)
  -  Québec : 6 mars 2009
  -  France : 1er février 2009 (Festival international du film fantastique de Gérardmer)
  -  France : 1er avril 2009 (DVD)

## Distribution
- Cheon Jeong-myeong : Eun-soo
- Eun Won-jae : Man-bok
- Sim Eun-kyeong : Yeong-hee
- Jin Ji-hee : Jeong-soon
- Park Hee-soon : Deacon
- Park Lydia : Kyeong-sook

## Distinctions

### Récompenses
- Festival international du film fantastique de Puchon 2008 : « Special Mention »
- Fantasporto 2009 :
  - Prix spécial du Jury
  - Grand prix d'Orient Express

### Nominations
- Festival international du film de Catalogne 2008 : Meilleur film
- Festival international du film fantastique de Gérardmer 2009 : « Film en compétition » - Grand prix du Festival

## Adaptations
New Line Cinema a acquis les droits du film pour en faire un remake en 2011[réf. souhaitée].